# 휴먼스
《휴먼스》(영어: Humans)는 채널 4에서 2015년 6월부터 2018년 7월까지 방영된 영국의 공상 과학 드라마이다.